# Global (Konzern)
Global ist ein britischer Medienkonzern. Ihm gehören eine Reihe von Radiostationen auf der Insel; inklusive den Netzwerken Capital FM; Heart und Classic FM. Nach eigenen Angaben hören wöchentlich rund 25 Millionen Menschen die Sender des Unternehmens. Darüber hinaus hat Global eine Sparte für den Besitz und Betrieb von zwei Fernsehsendern und betreibt eine Künstler-Management-Abteilung.
Stephen Miron ist CEO des Konzerns Global.

## Geschichte
Der Konzern wurde 2007 von Ashley Tabor mit der finanziellen Hilfe seines Vaters Michael Tabor, einem Buchmacher und Rennstall-Besitzer, gegründet. Finanziell wurde er von einer Gruppe von Investoren unterstützt. Zu ihnen gehörten u. a. irische Geschäftsleute aus dem Umfeld der Pferderennen, wie der Unternehmer und Rennstall-Besitzer J. P. McManus und Rennstall-Besitzer John Magnier. Global ist in der Steueroase Jersey als Global Radio Group Limited registriert. Die heute als Medienunternehmen aktive Gesellschaft wurde 2007 in London als hundertprozentige Tochter der Global Radio Group Limited gegründet. Zunächst hieß das Londoner Unternehmen This is Global Limited und änderte im Februar 2017 seinen Namen in den programmatischeren Titel Global Media & Entertainment Limited.
Als erste Aktion übernahm die Firma 2007 den Radiokonzern Chrysalis Radio für 170 Millionen Pfund und verleibte sich dessen Radiostationen sowie dessen Marken Heart, Galaxy, LBC und The Arrow ein.
Die Firma erweiterte ihr Portfolio um die Fernsehsender Heart TV und Capital TV. Beide Programme werden „in-house“ direkt von Global produziert.

## Netzwerke
Global übernahm nach und nach alteingesessene Privatradiostationen im Vereinigten Königreich und führte eine Reihe von weiteren Stationen in Netzwerken zusammen. 

### LBC
LBC wurde unter dem Namen London Broadcasting Company als erste kommerzielle Radiostation im Vereinigten Königreich gegründet und nahm am 8. Oktober 1973 seinen Betrieb auf. Der Sender war Britanniens erste reine kommerzielle Talkradio-Station. Sie strahlt neben Londons führender kommerzieller Morgenshow auch eine live-Talksendung mit dem Gründer der rechtspopulistischen UKIP, Nigel Farage, als Moderator aus. Auf dem Londoner Radiomarkt führt die Station vor BBC 5 Live mit einem Marktanteil von 5,6 % zu 4,3 %. Am 11. Februar 2014 ging LBC als erste private UKW-Station des Vereinigten Königreichs via DAB landesweit auf Sendung.
Von 2007 bis 2014 stand das Namenskürzel für London’s Biggest Conversation, und seit der landesweiten Ausstrahlung ab 2014 wird es als Leading Britain’s Conversation interpretiert.

### Capital FM
Capital FM ist eine Gruppe von Radiostationen, die ein Hit-Radio-Format spielen. Capital Radio ging als zweite kommerzielle Station der Insel überhaupt nach LBC im Oktober 1973 auf Sendung. Die heutige Gruppe entstand aus dem Zusammenschluss verschiedener kommerzieller Stationen. Alle Sender des Netzwerkes identifizieren sich seitdem einheitlich als Capital FM und als UK No. 1 Hit Music Station. Lokale Nachrichtenprogramme und der Vertrieb von Werbezeiten blieb bei den Stationen; alle Programmteile darüber hinaus kommen aus dem Studio des Capital-Networks am Leicester Square, London. Seit 2016 wird Capital FM auch landesweit via DAB ausgestrahlt.